# Гуам
Гуам (на чаморо: Guåhån) е владение на САЩ, най-големият (541 km²) от Марианските острови, намиращи се в западната част на Тихия океан.

## История
Островът е заселен от австронезийския народ чаморо преди около 3,5 хил. години. Когато Фернандо Магелан открива острова на 6 март 1521 г., там вече започва да се развива ранно класово общество. Обществото тогава се деляло на вождове, редови данъкоплатци и роби. През 1565 г. Испания обявява Гуам за свое владение и три години по-късно се появяват първите мисионери йезуити. От 1600 г. островът се ползва като важна спирка на испанските галеони, плаващи от Мексико за Филипините, за отдих на екипажа и попълване на хранителните запаси. В резултат на тези чести посещения започва смесване на местното население с испанци, мексиканци и филипинци.
Фактическата испанска колонизация, съпровождаща се с христианизацията на чаморо, започва през 1668 г. с пристигането на острова на първите католически мисионери. Периодът от 1670 до 1695 г. се ознаменува със серия от бунтове на местното население, потушени жестоко от испанските войници. Числеността на чаморо, особено на мъжете, силно намалява. Това довежда до ново, още по-голямо смесване на местното население с испанци, филипинци и мексиканци. Въпреки това у местното население се съхраняват местният език и обичаи.
В хода на Испано-американската война през 1898 г. САЩ окупират острова, а го получават официално с подписването на Парижкото мирно съглашение. Впоследствие Гуам продължава да служи като междинна база за американските кораби, плаващи от и към Филипините.
В хода на Втората световна война, на 10 декември 1941 г. американските части на острова капитулират и японците завладяват Гуам. По време на цялата война островът служи като важна японска база за разквартируване на над 19 хил. войници, моряци и офицери, участващи в сраженията в Тихия океан. На 21 юли 1944 в битката за Гуам островът е освободен от морската пехота на САЩ.

## Държавно устройство
Островът е владение на САЩ, със самоуправление от 1982 г. Представен е от един делегат в Камарата на представителите на САЩ без право на глас. Изпълнителната власт се осъществява от губернатор, избиран за 4 години, който назначава правителство. Законодателната власт е представена от Законодателно събрание от 15 члена, избирани за 2 години. Въоръжени сили няма.

## География

### Брегове, релеф
Дължината на бреговата линия на острова е 176 km. Простира се на 50 km от север на юг, а в най-тясната си част ширината му е 12 km. Южната част на острова е хълмиста и има вулканичен произход с най-висока точка връх Ламлам (407 m), а северната представлява плато, изградено от коралови варовици, спускащо се стръмно съм океана. Хълмовете в южната част са изградени от лава, а също от кварцити и глинести шисти. На места на повърхността има изходи на гранити и пясъчници. На около 300 km югозапад от острова е разположена Марианската падина, която е най-дълбоката океанска падина, с дълбочина 11 022 m.

### Климат
Климатът на острова е тропичен, влажен. Средната годишна температура е 26,6°С. Дъждовният период продължава от май до ноември, а сухия – от януари до април. Най-голямо количество валежи падат през август (410 mm), а най-малко – през април (55 mm). Годишната сума на валежите превишава 2000 mm. По време на дъждовния период остров Гуам е подложен на чести тайфуни. Най-силният регистриран досега е през 1962 г., който разрушава 89% от жилищните сгради на острова.

### Почви, растителност, животински свят
Почвите са червеноземни, изградени на базата на кораловите варовиците и са много плодородни. Северната част на острова е покрита с тревиста растителност. Горите са малко и се срещат предимно по долините на малките реки и по склоновете на хълмовете в южната част на острова. В тях растат казуарини, арекови и кокосови палми, хлебно дърво и др. Животинският свят е много беден Повсеместно са разпространени гризачите (мишки, плъхове) и прилепите. В горите може да се срещнат елени, пренесени от испанците от Филипините. На острова обитават много видове птици, гущери, скорпиони, паяци. В миналото местното население е държало в жилищата си малкия гущер гуалинг, унищожаващ насекомите.

## Население
- Население – 162 742 души (2016 г.), от тях 18 хил. американски военнослужещи със семействата си.
- Гъстота – 299.2 д./km²
- Естествен прираст – 12.
- Средна продължителност на живота – мъже 74 години, жени 79 години.
- Етнически състав – чаморо 62,1%, американци 27,4%, филипинци 8,9%, други 1,6%.
- Официални езици – английски и чаморо.
- Азбука – латиница.
- Неграмотни – 9%.
- Конфесионален състав – християни 98,7% (от тях католици 82,4%, протестанти 16,3%), други 1,3%.
- Градско население – 39%.
- Административен център – Аганя (1100 жители), с агломерацията 40 хил. ж., в т.ч. Тамунинг 12 хил.ж., Мангилао 10 хил.ж., Баригада 5 хил.ж., Ордот 5 хил.ж.
- По-големи градове – Иго 11 хил.ж.
- Административно деление – 19 окръга.

## Икономика

### Туризъм
Икономиката на Гуам е подпомагана най-вече от туризъм (предимно от Япония) и американските военни бази, които заемат 1/3 от площта на острова. Основен стопански отрасъл е туризмът. По крайбрежието има красиви плажове с палмови гори. Има много добре разработена туристическа инфраструктура. Предлагат се туристически атракции като подводно гмуркане, сърфинг, риболов, голф.
Туристически център на Гуам е заливът Тумон. Той е ограден от многобройни хотели, клубове и ресторанти. Плажният парк е разположен в югозападната част на залива, където в миналото е било разположено древно село на народа чаморо. На другия край на залива е разположен Плажът на оръжията, носещ името си от японските оръжия и военна техника, които са скрити в джунглата.
Аганя е основен град в туризма на острова. Привлича с много паркове и исторически сгради. В централната част се намират останки от двореца на Г. Лате, където са разположени 500 каменни стълба, за които се предполага, че са служили за култови места на древния народ чаморо.
Инарахан е селище, което е наследник на културата на чаморо. Историческият комплекс е представен с бамбукови жилища. Друг посещаван обект са руините на баптиската църква от 1925 г. В близост до селището се намира пещерата Гадао със скални рисунки и водопадът Талофофо. Островът предлага възможности за пешеходен туризъм в областта на хълмовете Хамаянг Мангло и Лаплам, висок 406 m. Там се провежда ежегодна процесия по време на Страстната седмица.
Остров Кокос е разположен 3 km южно от остров Гуам и е ограден от обширен бариерен риф с красиви брегове и лагуни. По-голямата част от острова е частно владение, като западната част е заета от станция на Бреговата охрана на САЩ.

### Селско стопанство, промишленост, транспорт
Производство главно на плодове и зеленчуци и модерно животновъдство. Промишлеността е представена главно от шивашка, тютюнева, машиностроене и хранително-вкусова. Островът разполага с 890 km асфалтирани шосета, жп линии няма, главно пристанище и летище е Аганя. Брутен вътрешен продукт на глава от населението – $15 000. Съотношение селско стопанство:промишленост:обслужване е 7:11:82.